# ليز داون
ليز داون (بالإنجليزية: Liz Dawn)‏ هي ممثلة بريطانية، ولدت في 8 نوفمبر 1939 في ليدز في المملكة المتحدة، وتوفيت في 25 سبتمبر 2017 في Whitefield, Greater Manchester ‏ في المملكة المتحدة بسبب نفاخ رئوي. من الجوائز التي نالتها The British Soap Awards ‏.

## جوائز
- The British Soap Awards [الإنجليزية]‏

## وصلات خارجية
- ليز داون على موقع IMDb (الإنجليزية)
- ليز داون على موقع روتن توميتوز (الإنجليزية)
- ليز داون على موقع ميوزك برينز (الإنجليزية)
- ليز داون على موقع قاعدة بيانات الفيلم (الإنجليزية)